# Oracle-Zertifikat
Das Softwareunternehmen Oracle verleiht eine Reihe von Zertifikaten. Neben den Varianten der hauseigenen Produkte, die meist an den Bezeichnungen OCA, OCP, OCM und OCE zu erkennen sind, gibt es weitere Nachweise aus zugekauften Produkten wie E-Business oder Siebel. Die BEA-Zertifikate werden nicht mehr erteilt; sie wurden 2009 an das Oracle-System angeglichen.
Oracle erwartet häufig als Voraussetzung die Teilnahme an einem von Oracle anerkannten Online- oder Klassenraumkurs, um den Titel zu gewähren. Weiter sind Querqualifikationen zwischen den Profilen möglich. Die Zertifikate sind zeitlich unbeschränkt gültig, aber häufig, zumindest die wichtigen, an eine Software-Version gebunden. In diesem Fall muss der Titel für die nächste oder übernächste Version nicht komplett neu erarbeitet werden, weil eine Aktualisierung möglich ist. Die Prüfungen sind mit Ausnahme derjenigen zum OCM als elektronischer Mehrfachauswahltest angelegt.

## Zertifizierungsstufen

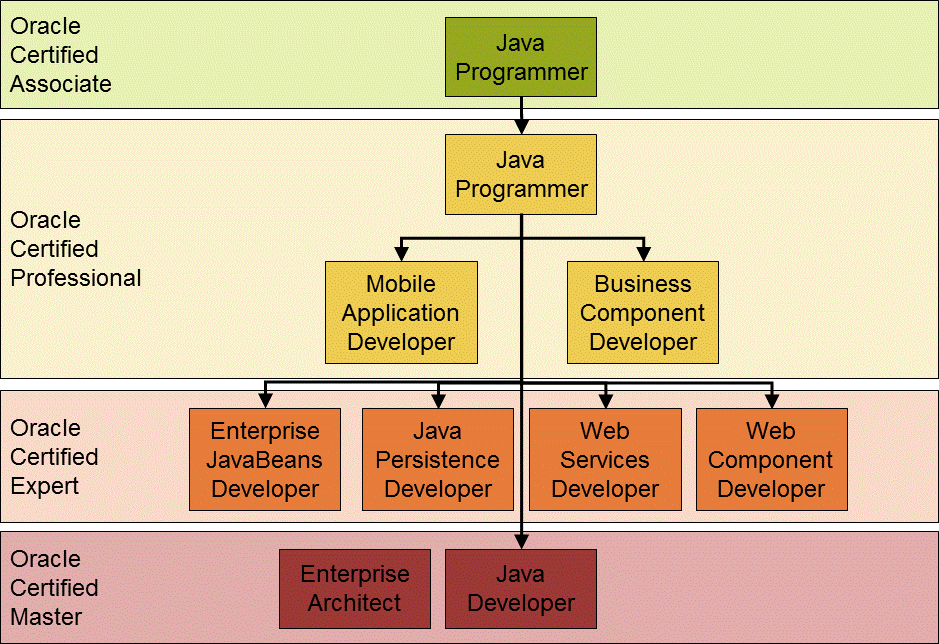
Java Certification Path

Die Titel gelten für jeweils eine Version.

### Oracle Certified Associate
Der OCA ist die Einstiegsstufe in die Zertifizierung.

### Oracle Certified Professional
Der OCA oder bestimmte Zertifizierungen sind Voraussetzung für die Erlangung des Zertifikats. Seit 2002 müssen im Falle von Datenbankzertifizierungen zur Erlangung des Titels Kurse bei Oracle University belegt (sogenannte praktische Kurse) und zwei (Oracle Database 9i) bzw. eine Prüfung (Oracle Database 10g und 11g) bestanden werden. Bei den Java Zertifizierungen ist kein Kurs notwendig.
Der Nachweis dient auch als Basis für weitere Spezialisierungsrichtungen (z. B. Oracle RAC oder Oracle unter Linux). Der Titel für die aktuelle Software-Version kann vereinfacht durch Aktualisierungsprüfungen erlangt werden, wenn man OCP einer Vorgängerversion (höchstens zwei Versionen Unterschied) ist.

### Oracle Certified Master
Die höchste Qualifikation ist der OCM. Eingangsvoraussetzung ist der OCP. Oracle erwartet bei Datenbankzertifizierungen drei Jahre Praxiserfahrung, verlangt aber keinen Nachweis. Weitere Voraussetzungen sind zwei erweiterte Kurse bei Oracle University und eine praktische Prüfung, die sich über zwei Tage erstreckt und verschiedene Praxisprobleme enthält. Oracle führt eine Webseite, die alle OCMs, soweit sie dies wünschen, aufführt. Eine vereinfachte Titelaktualisierung soll vorgesehen sein, existiert bis heute (2009) aber nicht.

### Oracle Certified Expert
Der Titel Certified Expert zertifiziert Fähigkeiten in speziellen Technologien, Architekturen oder Bereichen, die derzeit nicht von den Linien Certified Associate and Certified Professional abgedeckt werden.

## Weitere Profile
Weitere Qualifikationsprofile verfügen nur über die Stufen OCA und OCP:
- Anwendungsentwickler PL/SQL
- Anwendungsentwickler Forms
- Application Server Administrator für den Oracle-Application-Server

## Certified Expert
Fast alle weiteren Zertifikate werden von Oracle als „Certified Expert“ bezeichnet. Kennzeichnend ist das Fehlen einer Aufstiegshierarchie, weil die zugrunde liegende Wissensmenge für eine Mehrstufigkeit zu beschränkt ist oder Spezialgebiete abgehandelt werden. Einige Titel sind versionsgebunden.